# NGC 2547
NGC 2547 est un amas ouvert,, situé dans la constellation des Voiles. Il a été découvert par l'astronome français Nicolas-Louis de Lacaille en 1751 depuis l'Afrique du Sud.

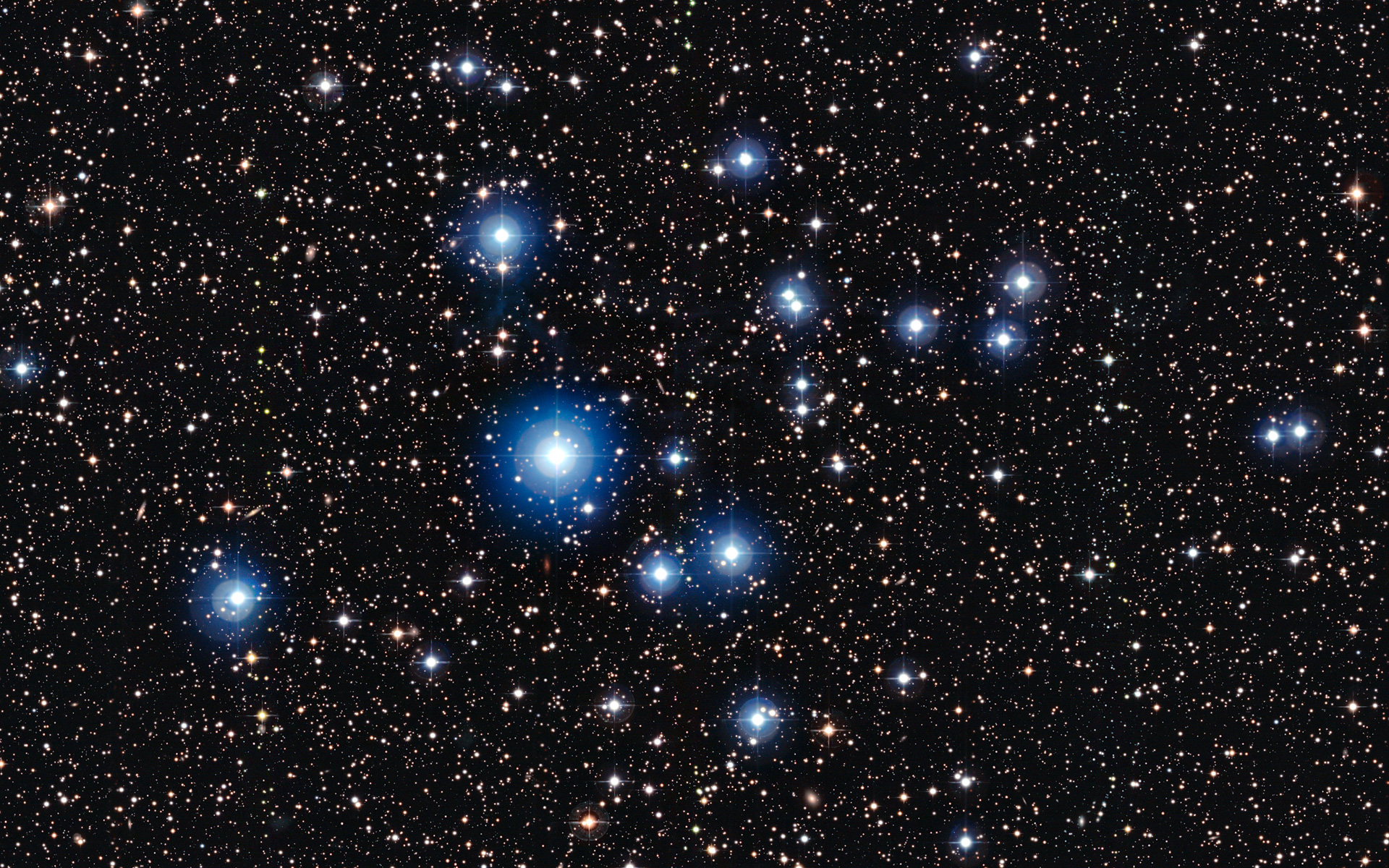
Image de NGC 2547 prise à l'observatoire de La Silla (ESO)

NGC 2547 est à environ 455 pc (∼1 480 al) du système solaire et les dernières estimations donnent un âge assez jeune de 36 millions d'années. La taille apparente de l'amas est de 25 minutes d'arc, ce qui, compte tenu de la distance, donne une taille réelle maximale d'environ 11 années-lumière. 

Selon la classification des amas ouverts de Robert Trumpler, cet amas renferme moins de 50 étoiles (lettre p) dont la concentration est moyenne (II) et dont les magnitudes se répartissent sur un intervalle moyen (le chiffre 2).

## Une gigantesque collision autour de l'étoile NGC 2547-ID8
Les astronomes ont été surpris de voir dans les données du télescope spatial Spitzer une forte augmentation de la l'intensité de la  lumière infrarouge dans le voisinage immédiat de l'étoile NGC 2547-ID8 qui s'est produite entre le mois d'août 2012 et celui de janvier 2013 (voir le graphique).

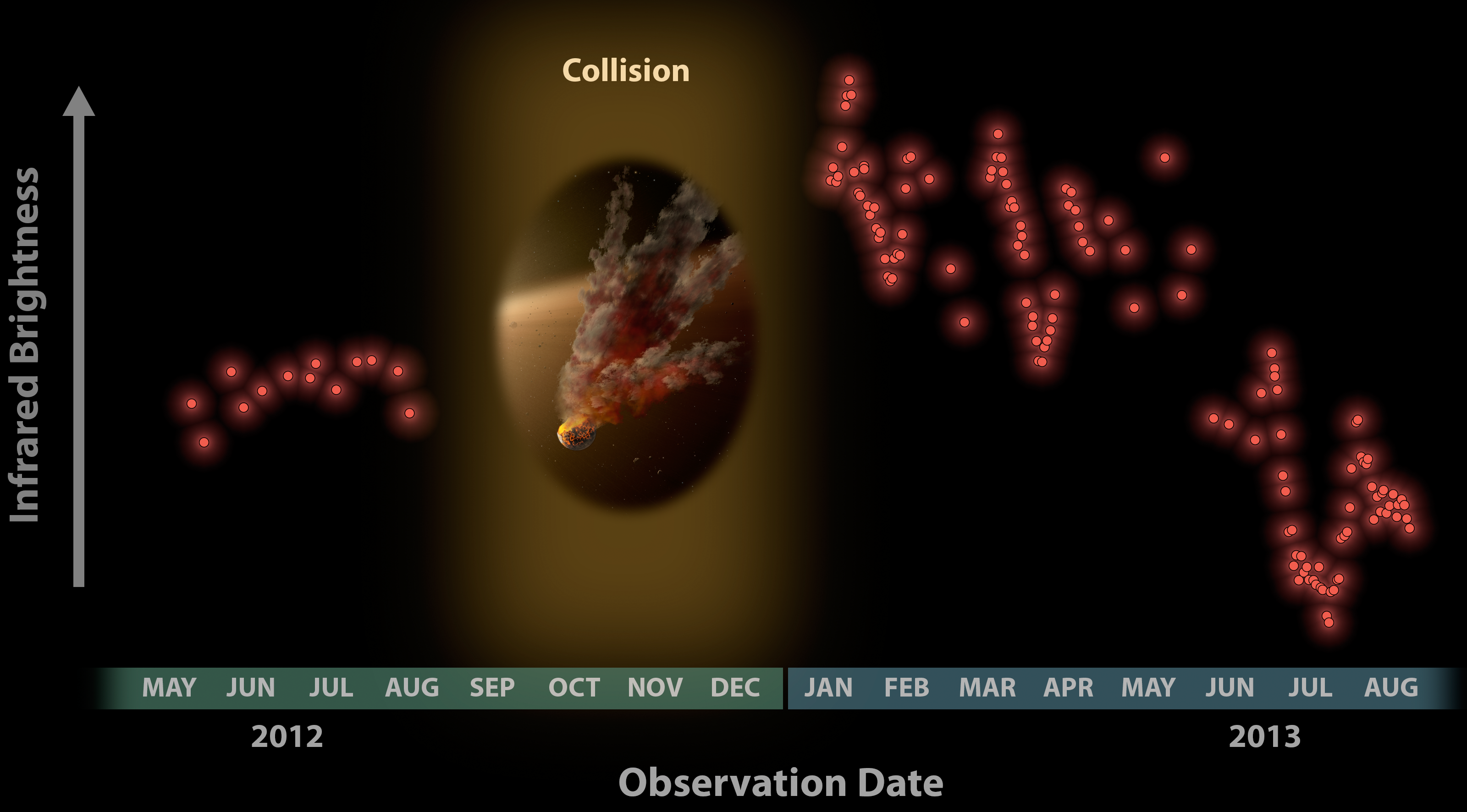
légende

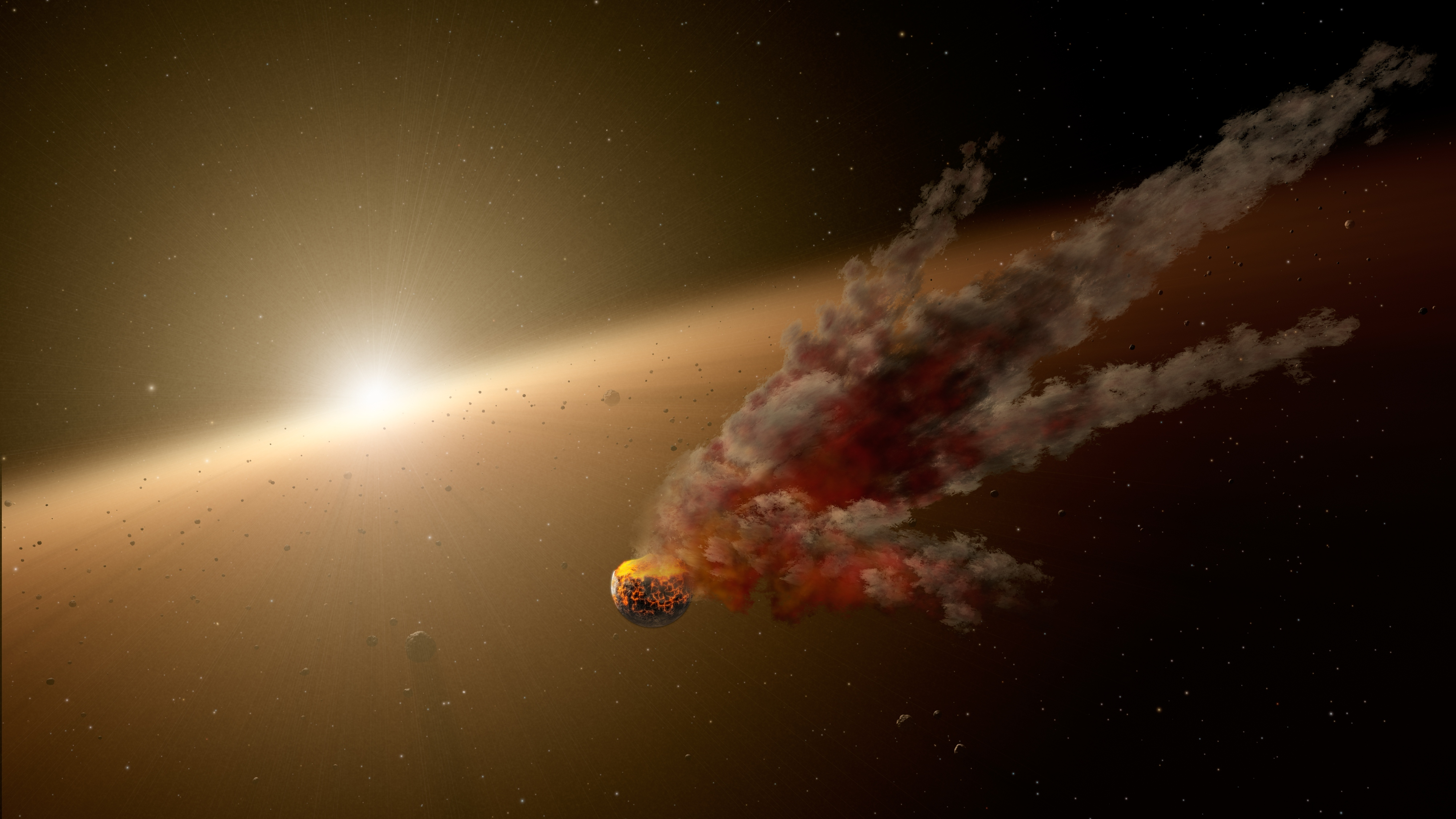
légende

Les astronomes pensent que ce changement proviendrait de la poussière produite par l'explosion de deux gros astéroïdes qui seraient entrés en collision. La variation de l'intensité de l'infrarouge proviendrait donc du nuage de poussière en orbite autour de l'étoile. Le signal infrarouge diminue avec le temps, car la poussière provenant de la collision se disperse peu à peu.

## Animations
Ces deux animations ont été réalisées par l'Observatoire européen austral.
|  |  |